# 15359 Dressler
15359 Dressler este un asteroid din centura principală de asteroizi.

## Descriere
15359 Dressler este un asteroid din centura principală de asteroizi. A fost descoperit pe 2 aprilie 1995 la Kitt Peak National Observatory, în cadrul proiectului Spacewatch. Asteroidul prezintă o orbită caracterizată de o semiaxă mare de 2,76 ua, o excentricitate de 0,04 și o înclinație de 4,9° în raport cu ecliptica.